# Géologie de l'Île-de-France selon l'échelle des temps géologiques

## Géologie du département de l'Île-de-France
|  | X :        | Dépôts anthropiques, remblais                                                                                         |
|  | CE :       | Colluvions polygéniques, éboulis                                                                                      |
|  | CF :       | Colluvions de versant et de fond de vallon                                                                            |
|  | CPL :      | Sables de Lozère colluvionnés                                                                                         |
|  | GZ :       | Grèzes litées (cailloutis calcaire et sable). Dépôt de pente                                                          |
|  | D :        | Sables éoliens (Etampes). Dunes quaternaires (Dourdan)                                                                |
|  | OE L :     | Limon loessique |
|  | OE C :     | Loess calcaire, limon calcaire                                                                                        |
|  | LP :       | Limon des plateaux |
|  | K/Fx-y :   | Colluvions, alluvions et apports éoliens, plus ou moins remaniés sur alluvions Fx-y                                   |
|  | UCM :      | Tuf de la Celle-sous-Moret (travertin) = La Celle-sur-Seine                                                           |
|  | T :        | Zones tourbeuses au sein des alluvions récentes                                                                       |
|  | æ :        | Grison, alios |
|  | F :        | Exploitation de grande gravière, zone située hors d'eau en 1969                                                       |
|  | Fz :       | Alluvions récentes : limons, argiles, sables, tourbes localement                                                      |
|  | Fy :       | Alluvions anciennes (basse terrasse de 0-10 m) : sables et graviers, colluvions, alluvions et apports éoliens         |
|  | Fx :       | Alluvions anciennes (moyenne terrasse de 10-20 m) : sables et graviers                                                |
|  | Fx-y :     | Alluvions anciennes (moyenne à basse terrasse indifférenciées)                                                        |
|  | Fw :       | Alluvions anciennes de haute terrasse (terrasse de 20-30 m) : sables et graviers                                      |
|  | Fv :       | Alluvions anciennes (terrasse de 45-55 m) : sables et graviers (= Cailloutis de Sénart)                               |
|  | Fu :       | Alluvions anciennes (terrasse de 65 m) : sables et graviers                                                           |
|  | Ft :       | Alluvions anciennes (terrasse de 65-80 m) : galets, graviers, sables et argiles                                       |
|  | FT :       | Alluvions anciennes (terrasse de >80 m) : Sables et galets, Bois de Chenay (Mantes-la-Jolie)                          |
|  | FO :       | Alluvions indifférenciées de l'Orvanne : galets, graviers, sables et argiles                                          |
|  | RFv/g1CB : | Formation alluviale résiduelle sur calcaire et meulière de Brie                                                       |
|  | p-IVMM :   | Argile à meulière et/ou Meulière de Montmorency (altération, silicifications plio-quaternaires du Calcaire d'Etampes) |
|  | Rc :       | Argiles à silex (Tertiaire à actuel)                                                                                  |
|  | P-IVGC :   | Formation détritique des plateaux (gravier culminant) : sables grossiers, galets                                      |
|  | PL :       | Formation détritique des plateaux : Sables de Lozère, Sables de Sologne (Méréville)                                   |

|  | m1CPi : | Calcaire de Beauce, Calcaire de Pithiviers (Loiret)                 |
|  | m1MG :  | Molasse du Gâtinais, Marnes vertes de Neuville-sur-Essonne (Loiret) |

|  | g1c :   | Calcaire de Beauce ‘inférieur’ et Calcaire d'Etampes indifférenciés                                 |
|  | g1ME :  | Faciès marneux du Calcaire d'Etampes                                                                |
|  | g1CE :  | Calcaire d'Etampes (Essonne), meulières, marnes, Calcaires du Gâtinais                              |
|  | g1GF :  | Grès de Fontainebleau en place ou remaniés (grésification quaternaire de sables stampiens dunaires) |
|  | g1MM :  | Meulière et/ou Argile de Montmorency                                                                |
|  | g1SF :  | Sables de Fontainebleau, accessoirement grès en place ou peu remanié (versant)                      |
|  | g1CCb : | Calcaire marin à Cardita bazini (niveau de Pierrefitte)                                             |
|  | g1CD :  | Calcaire de Darvault à Potamides lamarcki intercalé dans les Sables de Fontainebleau                |
|  | g1CP :  | Calcaire de Préaux à Discorbis grands discoïdes                                                     |
|  | g1SP :  | Sable à galets de silex, poudingues, localement faciès molassique                                   |
|  | g1FH :  | Sables et grès de Fontainebleau                                                                     |
|  | g1MH :  | Marnes à huîtres et Argile à Corbules                                                               |
|  | g1CB :  | Calcaire de Brie stampien et meulières plio-quaternaire indifférenciées                             |
|  | g1BS :  | Calcaire de Brie et de Sannois, Caillasse d'Orgemont                                                |
|  | g1SO :  | Calcaire de Sannois et Caillasse d'Orgemont                                                         |
|  | g1SA :  | Calcaire de Sannois et Argile verte                                                                 |
|  | g1AR :  | Argile verte, Glaises à Cyrènes et/ou Marnes vertes et blanches (Argile verte de Romainville)       |

|  | e7-g1AV :   | Argile verte de Romainville et Marnes supragypseuses indifférenciées                                                                |
|  | e7MS :      | Marnes supragypseuses : Marnes blanches de Pantin, Marnes bleues d'Argenteuil                                                       |
|  | e7G-CCh :   | Marnes supragypseuses, Formation du gypse, Calcaire de Champigny indifférenciés                                                     |
|  | e7G :       | Masses et marnes du gypse |
|  | e7MC :      | Marnes ludiennes (faciès de transition)                                                                                             |
|  | e7G-MP :    | Masses et marnes du gypse, Marnes à Pholadomya ludensis                                                                             |
|  | e7CChSi :   | Calcaire de Champigny (faciès silicifié)                                                                                            |
|  | e7C :       | Calcaire de Champigny, Calcaire de Château-Landon, Marnes de Nemours                                                                |
|  | e7CCh-MP :  | Calcaire de Champigny, Marnes à Pholadomya ludensis                                                                                 |
|  | e7MP :      | Marnes à Pholadomya ludensis |
|  | e6-7CH-SO : | Calcaire de Champigny et Calcaire de Saint-Ouen indifférenciés                                                                      |
|  | e6-7MGC :   | Marnes à Pholadomya ludensis, Formation du gypse, Quatrième masse                                                                   |
|  | e6SM :      | Sables de Monceau |
|  | e6MOD :     | Sables de Monceau, Sables d'Argenteuil et Calcaire de Saint-Ouen                                                                    |
|  | e6CSO :     | Calcaire de Saint-Ouen. Calcaires et marnes de Nogent-l'Artaud, Calcaire d'Ambreville, Calcaire de Branles                          |
|  | e6 :        | Calcaire de Noisy-le-Sec |
|  | e6SMf :     | Sables de Mortefontaine (Oise) |
|  | e6C :       | Calcaires lagunaires bartoniens |
|  | e6SB-A :    | Sables de Beauchamp, Sables d'Auvers (Beauchamp et Auvers = Val-d'Oise)                                                             |
|  | e5-7 :      | Calcaire de Champigny, Calcaire de Château-Landon, calcaire à éléments détritiques, marnes sableuses à rognons gréseux et calcaires |
|  | e5C :       | Calcaires marins indifférenciés (Marnes et caillasses, Calcaires à Cérithes, Calcaire grossier)                                     |
|  | e5MC :      | Marnes et caillasses |
|  | e5CG :      | Calcaires grossier à glauconie, Calcaire à Milioles, Calcaire à Nummulites laevigatus                                               |
|  | e5CL :      | Calcaires lacustres lutétiens indifférenciés (Calcaire de Provins, de Saint-Parres, de Darvault, de Nonville)                       |
|  | e4SC-AH :   | Sables de Cuise et Sables supérieur, grès , localement Argile d'Heurtebise et niveau de Pierrefonds (Pontoise)                      |
|  | e4GQ :      | Grès grossiers à fins quartzitiques                                                                                                 |
|  | e4S :       | Sables fins, ‘pisés’ et argiles plastiques, accessoirement grès                                                                     |
|  | e4SG :      | Sables et grès du Breuillet (Arkose du Breuillet)                                                                                   |
|  | e4GS :      | Fausses glaises du Vexin et Sables d'Auteuil                                                                                        |
|  | e4GA :      | Fausses glaises, Argiles plastiques bariolées du Vexin et Sables du Soisonnais                                                      |
|  | e4AS :      | Argile sableuse |
|  | e4AP :      | Argile plastique, sables et grès |
|  | e4APS :     | Argile plastique, argile sableuse et Sables de Breuillet                                                                            |
|  | e4SB :      | Sables grossiers de Brannay |
|  | e4PP :      | Poudingue à chailles, conglomérat à silex, Formation de Pers-en-Gâtinais (Loiret)                                                   |
|  | e4AM :      | Conglomérat de Meudon |
|  | e3C :       | Poudingue de Coye |
|  | e2Cr-BE :   | Calcaire grumeleux du bois d'Esmans, Calcaire de Vigny, Calcaire de Meulan, Calcaire pisolithique, Calcaire argileux de Bray et Lû  |

|  | C5Cr-BE : | Craie blanche à silex à Belemnitella           |
|  | C5CrAq :  | Craie blanche à silex, à Actinocamax quadratus |
|  | C5 :      | Craie à Belemnitella                           |
|  | C4M :     | Craie à Micraster coranguinum                  |
|  | C2 :      | Craie marneuse à Inoceramus labiatus           |